# Cardeniopsis
Cardeniopsis is een geslacht van rechtvleugeligen uit de familie veldsprinkhanen (Acrididae). De wetenschappelijke naam van dit geslacht is voor het eerst geldig gepubliceerd in 1955 door Dirsh.

## Soorten
Het geslacht Cardeniopsis omvat de volgende soorten:
- Cardeniopsis bigutta Ramme, 1929
- Cardeniopsis cardenioides Ramme, 1929
- Cardeniopsis chloronotus Bolívar, 1912
- Cardeniopsis fumosus Bolívar, 1889
- Cardeniopsis nigripes Miller, 1929
- Cardeniopsis nigropunctata Bolívar, 1882
- Cardeniopsis obscurus Dirsh, 1966
- Cardeniopsis opulentus Karsch, 1896
- Cardeniopsis putidus Karsch, 1896
- Cardeniopsis rammei Uvarov, 1953
- Cardeniopsis regalis Karny, 1907
- Cardeniopsis sagitta Dirsh, 1966
- Cardeniopsis trifasciatus Kirby, 1902